# Kimmell
Kimmell – jednostka osadnicza w Stanach Zjednoczonych, w stanie Indiana, w hrabstwie Noble.